# Flotte du Levant
Als Flotte du Levant (Ostwind-Flotte) wurde während des Ancien Régime die Mittelmeerflotte der französischen Marine bezeichnet. Analog dazu wurde die französische Atlantikflotte als Flotte du Ponant (Westwind-Flotte) bezeichnet. Haupteinsatzgebiet der Flotte du Levant war das Mittelmeer bzw. der Schutz der Seewege in die Levante. Hauptbasis der Mittelmeerflotte war und ist der Militärhafen Toulon.

## Bezeichnung

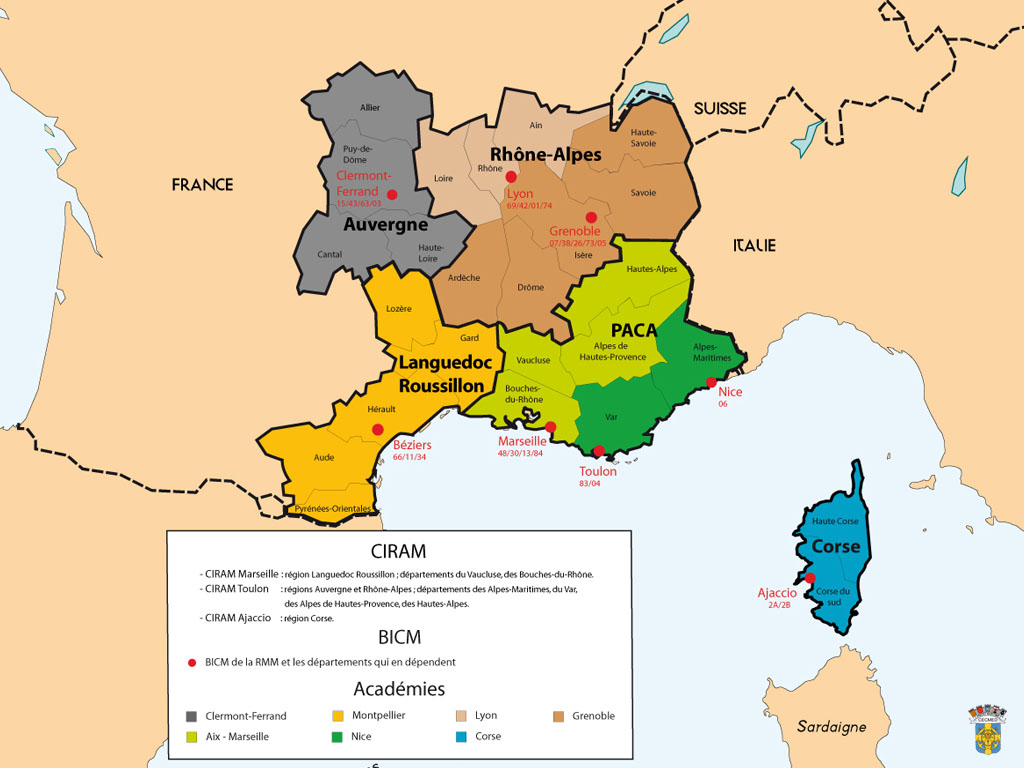
Der Marinebezirk Toulon/Mittelmeer und sein Rekutierungsgebiet bzw. Hinterland

Ponant und Levant sind die Bezeichnungen für im Mittelmeer vorkommende West- bzw. Ostwinde; die Ausdrücke sind abgeleitet vom Vulgärlateinischen „sol ponens“ (sinkende Sonne) und „sol levens“ (aufgehende Sonne).
Die Bezeichnungen der beiden Flotten sind erstmals in den Ressortzuweisungen der Staatssekretäre im Jahre 1626 bekundet, als Kardinal Richelieu zum Großmeister der Schifffahrt (Grand Maître de la Navigation) ernannt wurde. Die beiden Flotten wurden im Jahre 1642 vereint, aber schon 1661 wieder getrennt. Im folgenden Jahr wurden beide unter die Kontrolle von Jean-Baptiste Colbert gestellt, der 1661 Oberintendant für Finanzen, Handel, Verkehr, Marine und die Kolonien geworden war und 1669 zum ersten Staatssekretär der Marine (Secrétaire d’État à la Marine) ernannt wurde. Von diesem Zeitpunkt an war die gesamte französische Marine immer unter dem Oberbefehl des Staatssekretärs bzw. ab 1791 des Marineministers (bis 1947). Seit der Neuordnung der Marinepräfekturen durch Napoleon Bonaparte ist der Begriff Mittelmeergeschwader bzw. Mittelmeerflotte gebräuchlicher.
Im Marinemuseum Toulon, der Touloner Sektion des Musée national de la Marine, sind zahlreiche Gemälde und Ausstellungsstücke zur Geschichte der Flotte du Levant bzw. der Mittelmeerflotte zu sehen.

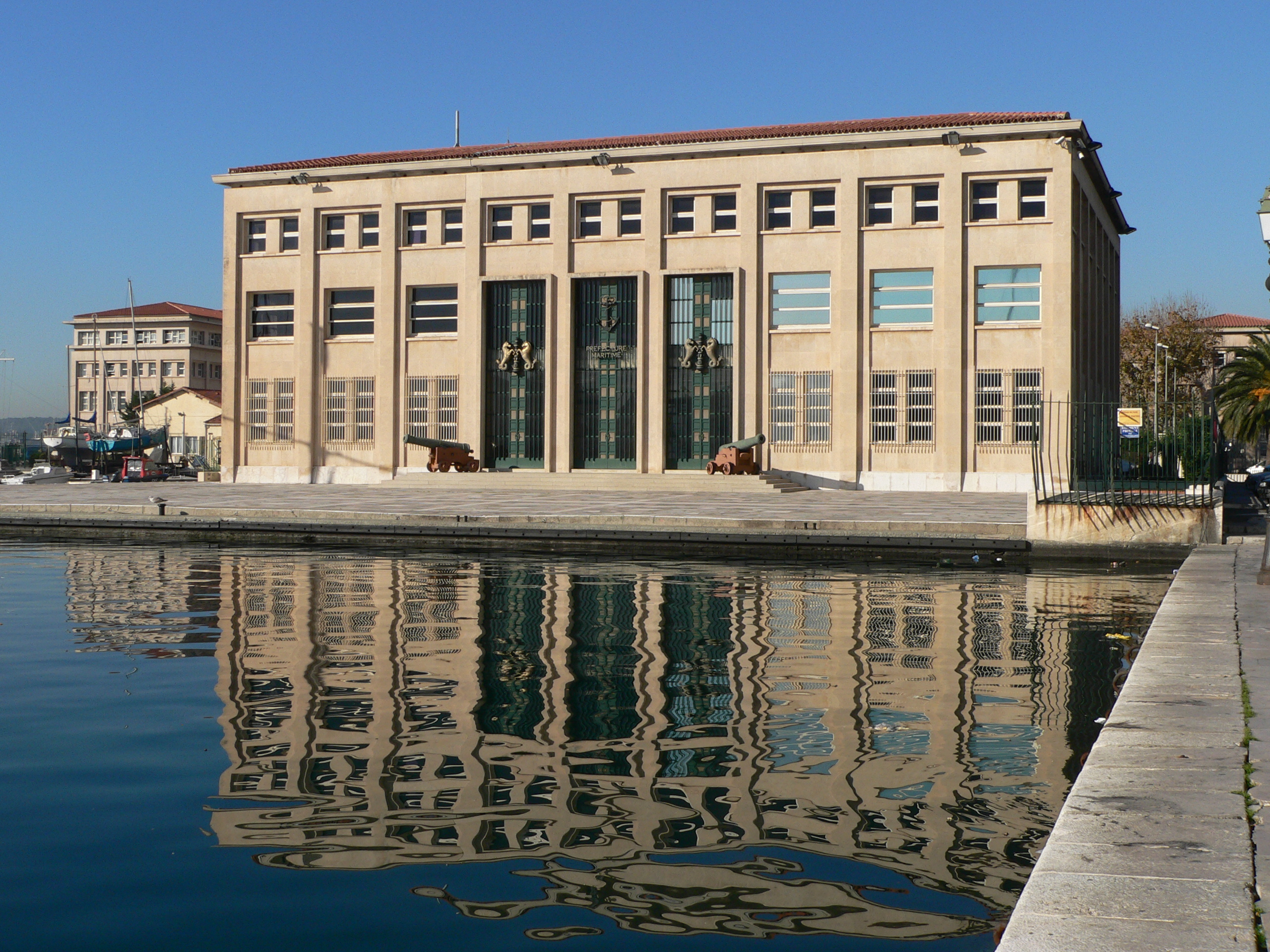
Marinepräfektur Toulon
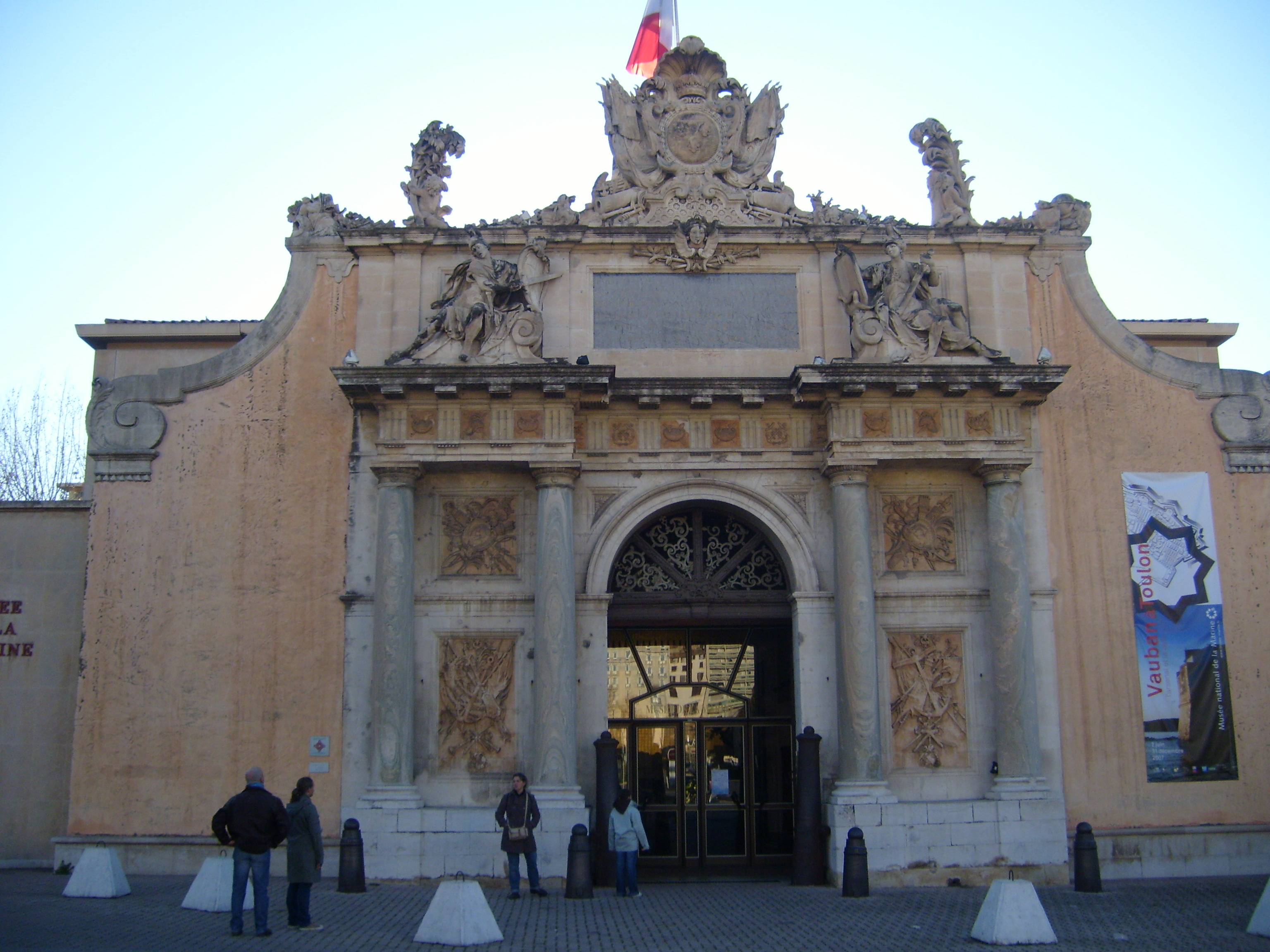
Marinemuseum Toulon
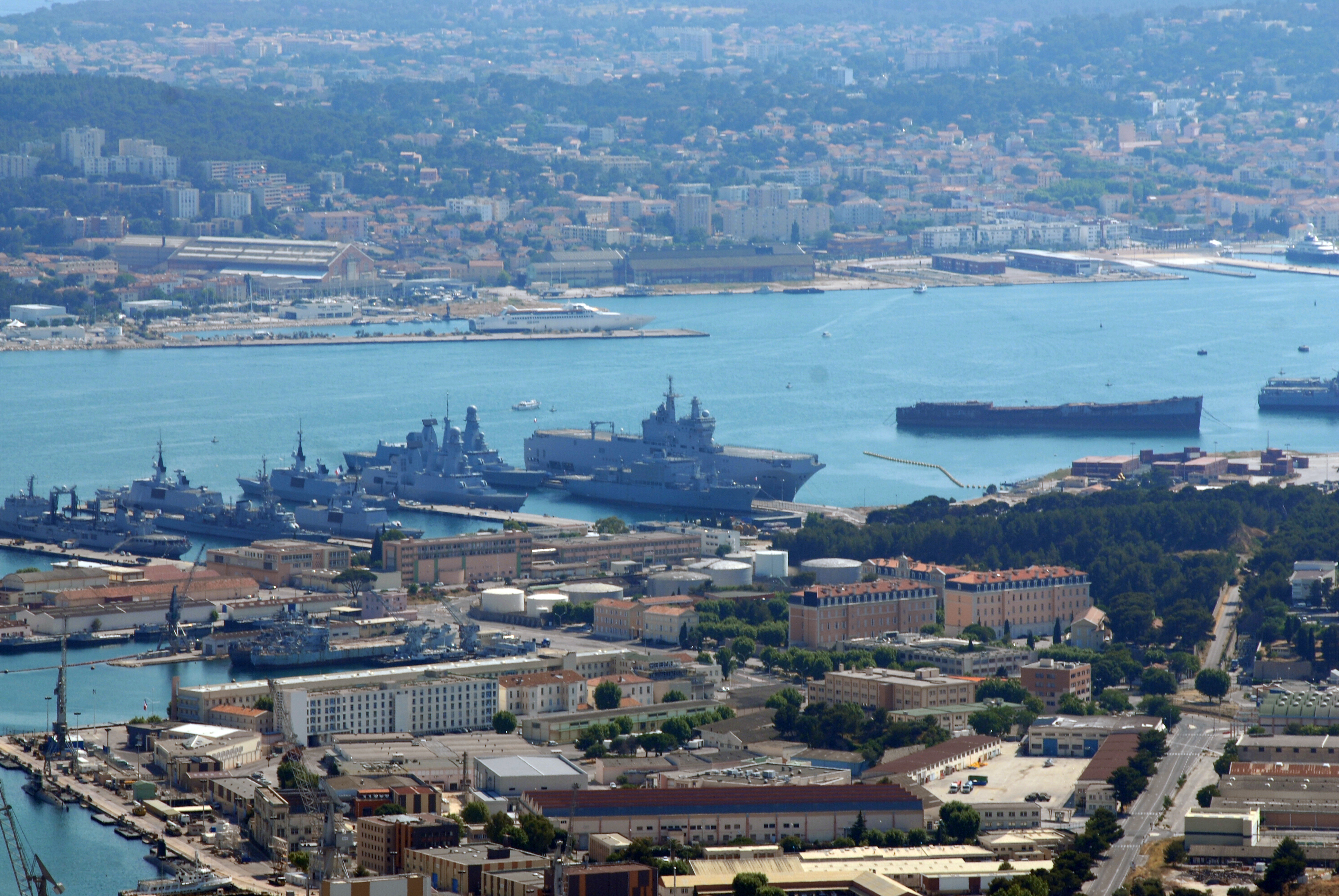
Militärhafen Toulon

## Französische Mittelmeerflotte

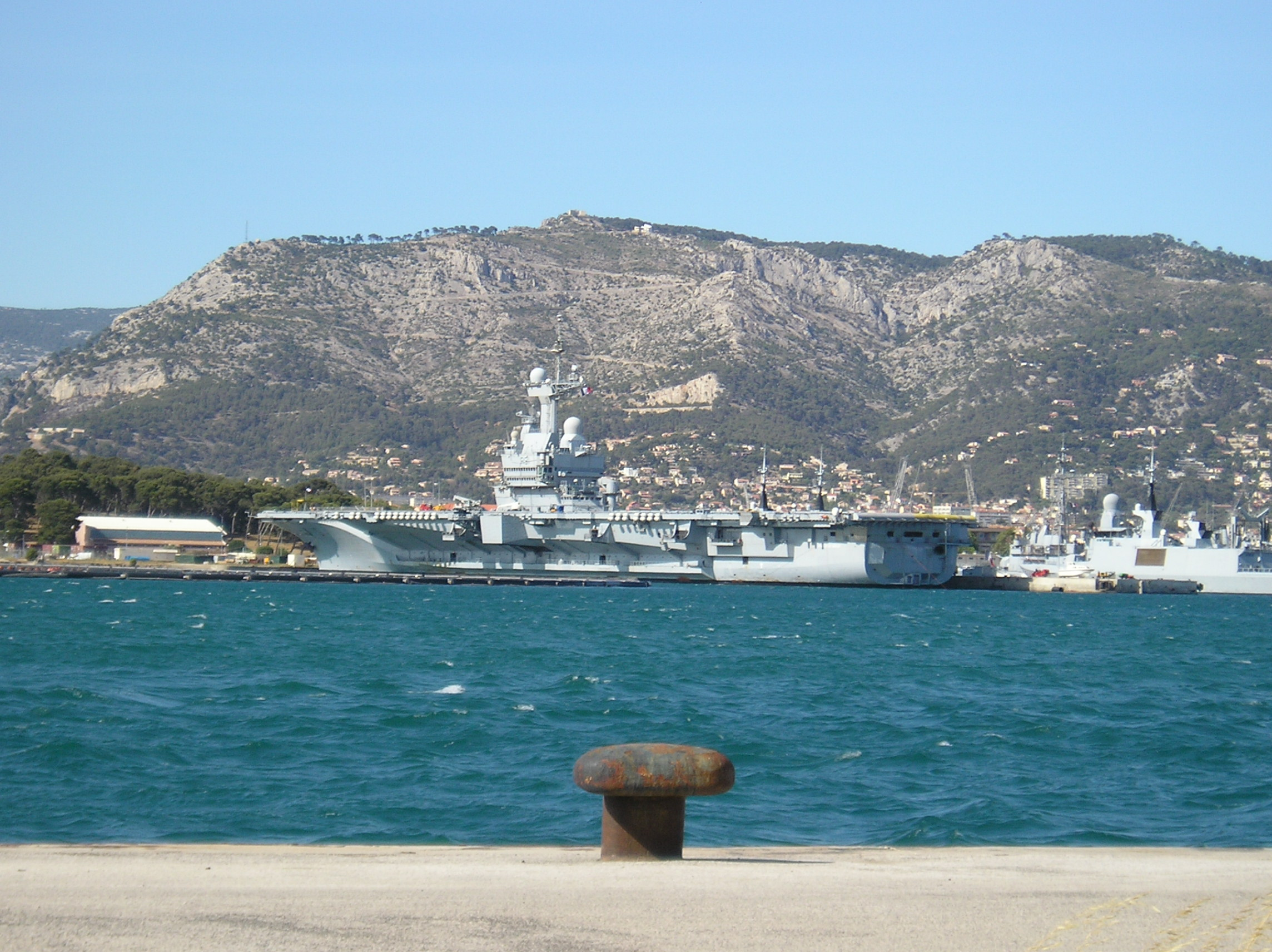
Toulon ist Heimathafen des Flugzeugträgers „Charles de Gaulle“

Vom Ende des 17. Jahrhunderts (Seeschlacht vor Palermo, 1676) bis zum Ende des 18. Jahrhunderts (Seeschlacht bei Abukir, 1798) übte die Flotte du Levant die Seeherrschaft im Mittelmeer aus.
Die Mittelmeerflotte umfasste und umfasst den Großteil der gesamten französischen Marine; in Toulon wurden und werden zumeist etwa 60 Prozent aller Kriegsschiffe stationiert. Der Marinebezirk Toulon ist daher der größte der französischen Marinebezirke und umfasst neben Toulon auch die Hafenarsenale von Marseille (ehemaliger Haupthafen der Galeerenflotte) und Bastia. Bis zum Ende des napoleonischen Kaiserreichs gehörten auch die Marinearsenale Genua und La Spezia zum Marinebezirk Toulon, bis zum Ende des französischen Kolonialreiches auch die Kriegshäfen von Oran, Mers-el-Kébir, Algier und Bizerta. Der Präfekt des Marinebezirks Toulon ist zugleich Commander-in-Chief der Mittelmeerflotte (Commandant en chef pour la Méditerranée, CECMED); derzeit ist dies Admiral Yann Tainguy.
Als wichtigster französischer Kriegshafen wurde Toulon wiederholt von Kriegsgegnern Frankreichs, d. h. vor allem von der Britischen Royal Navy, angegriffen bzw. blockiert; allein in den zweieinhalb Jahrhunderten von Anfang des 18. Jahrhunderts bis Mitte des 20. Jahrhunderts wurde die französische Mittelmeerflotte dreimal im Hafen von Toulon versenkt (Selbstversenkung 1707, Versenkung durch die Briten 1793, Selbstversenkung 1942). Zweimal wurde sie auf dem Weg zur Vereinigung mit der französischen Atlantikflotte von der Royal Navy vernichtet (1759 bei Lagos, 1805 bei Trafalgar), um eine französische Invasion Britanniens zu verhindern. Der Versuch der französischen Regierung, während des Russischen Bürgerkriegs den Einsatzbereich der Mittelmeerflotte auf das Schwarze Meer auszudehnen, führte 1919 zu einem alle Mittelmeerstützpunkte erfassenden Aufstand in der französischen Schwarzmeerflotte.

## Flottenstärken

### Stärke am 1. Januar 1723
- Marinebasis Toulon[1]
  - 2. Rang
    - Duc d’Orléans (74), Espérance (74), Ferme (74), Phénix (74), Parfait (72), Conquérant (72), Invincible (68), Henri (64)

  - 3. Rang
    - Solide (64), Toulouse (62), Entreprenant (58), Rubis (56)

  - 4. Rang
    - Cheval Martin (42), Vestale (40)

  - Bombarden
    - Ardente (4)

  - Flûtes
    - Seine (50), Loire (50)

  - Barques latines
    - Immaculée Conception (10), Saint Jean-Gaetan (8)

### Stärke am 1. Januar 1786
- Marinebasis Toulon[2][3]
  - 6. Geschwader
    - Linienschiffe: Triomphant (80), Héros (74), Suffisant (74), Dictateur (74), Heureux (74), Censeur (74), Souverain (74)
    - Fregatten: Minerve, Imperieuse, Réunion, Sérieuse, Lutine, Friponne, Vestale, Boudeuse
    - Korvetten: Brune, Sémillante, Eclair, Gerfaut

  - 7. Geschwader
    - Linienschiffe: Couronne (80), Conquérant (74), Alcide (74), Mercure (74), Centaure (74), Puissant (74), Destin (74), Guerrier (74)
    - Fregatten: Junon, Modeste, Iris, Aurore, Montréal, Sensible, Alceste, Sultane, Flore
    - Korvetten: Poulette, Fleche, Sardine, Levrette, Tarleston

  - Sonstige
    - Briggs, Kutter und Lugger: Suzanne
    - Bombarden: Salamandre, Etna, Tempête

## Vice-amiral du Levant
| Nr. | Name                                         | Bild | Amtszeit            | Amtszeit           |
| Nr. | Name                                         | Bild | Beginn der Amtszeit | Ende der Amtszeit  |
| --- | -------------------------------------------- | ---- | ------------------- | ------------------ |
| 1.  | Anne Hilarion de Tourville                   |      | 1. November 1689    | 23. Mai 1701       |
| 2.  | François Louis Rousselet de Châteaurenault   |      | 1701                | 5. November 1716   |
| 3.  | Alain Emmanuel de Coëtlogon                  |      | 1716                | 6. Juni 1730       |
| 4.  | Charles de Sainte-Maure                      |      | 8. Juni 1730        | 13. September 1744 |
| 5.  | Gaspard de Goussé de La Roche-Allard         |      | 1745                | 17. Januar 1745    |
| 6.  | Vincent de Salaberry de Benneville           |      | 7. Februar 1750     | 30. Dezember 1750  |
| 7.  | Pierre de Blouet de Camilly                  |      | 1. Mai 1751         | 21. Juli 1753      |
| 8.  | Jean-André Barrailh                          |      | 25. August 1753     | 25. August 1762    |
| 9.  | Emmanuel-Auguste Cahideuc Dubois de La Motte |      | 13. Dezember 1762   | 23. Oktober 1764   |
| 10. | Claude Louis d’Espinchal                     |      | 4. November 1764    | 15. August 1770    |
| 11. | Anne Antoine d’Aché                          |      | 24. August 1770     | 11. Februar 1780   |
| 12. | Charles-Alexandre de Morell d’Aubigny        |      | 16. Februar 1780    | 25. März 1781      |
| 13. | Aymar Joseph de Roquefeuil et du Bousquet    |      | 1781                | 1. Juli 1782       |
| 14. | Henri-François de La Rochefoucauld           |      | 1782                | 10. März 1784      |
| 15. | Louis-Armand-Constantin de Rohan             |      | März 1784           | 1792               |